# Детский концлагерь в Ястребарско
Лагерь Ястребарско — лагерь для сербских детей, созданный хорватскими усташами во время Второй мировой войны в одноимённом городе в Независимом государстве Хорватия (НГХ).
В лагере содержались дети в возрасте от одного месяца до 14 лет, которых привозили из различных концентрационных лагерей, созданных усташами. В основном они попадали в концлагеря после военных операций усташей, вермахта и СС против югославских партизан (НОАЮ) и карательных рейдов против мирного сербского населения. Концлагерь Ястребарско находился в 37 километрах от столицы НГХ Загреба и функционировал в июле—октябре 1942 года.
Всего в лагере было не менее 3336 детей, из них погибло не менее 449. Множество детей было взято на воспитание семьями местных жителей, ещё несколько сотен были освобождены югославскими партизанами 26 августа 1942 года. Около 300 оставшихся в лагере детей после его закрытия были размещены в замке Эрдёди в Ястребарско, где оставались до конца войны.

## История

### Предыстория

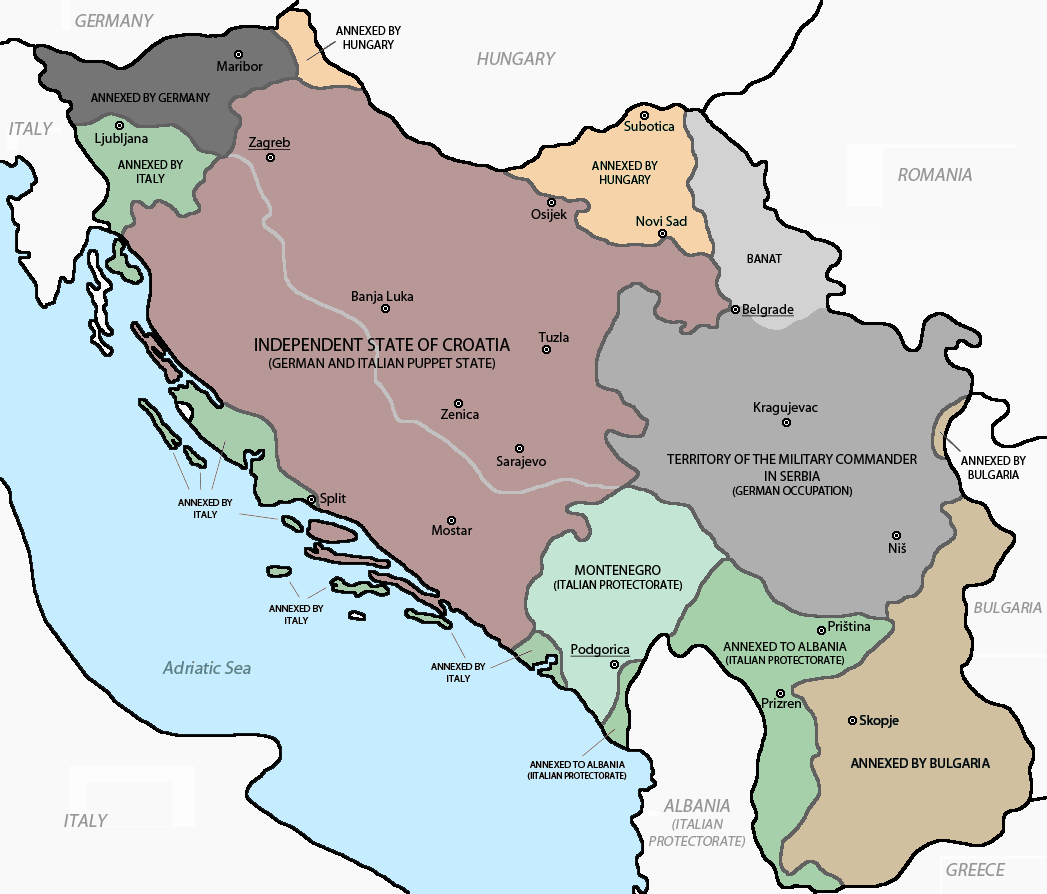
Разделение Югославии силами оси

6 апреля 1941 года в Югославию вторглись войска Германии и Италии. К ним присоединились армии Венгрии и Болгарии. Испытывавшая проблемы с оснащением современным вооружением и этнически расколотая югославская армия была быстро разбита. После оккупации Югославии и разделения её территории странами «оси» на территории Хорватии, Боснии и Герцеговины и части Сербии было создано Независимое государство Хорватия. Национально-политические цели усташей преследовали не только установление государственной самостоятельности Хорватии, но и придание новому государству этнически хорватского характера. Главным препятствием к достижению этой цели были сербы, составлявшие треть населения НГХ. В результате, с первых дней существования НГХ усташи начали активные антисербские действия. Прелюдией была мощная пропагандистская кампания, изображавшая сербов как врагов хорватского народа, которым не место в НГХ. Кульминацией стал геноцид сербов и их интернирование в многочисленные концлагеря.
Следуя примеру нацистской Германии, режим усташей издал расовые законы по образу и подобию Нюрнбергских законов, направленные против сербов, евреев и цыган. В своей речи в Госпиче 22 июня 1941 года один из лидеров усташей Миле Будак сформулировал программу действий по отношению к сербам, которая 26 июня была опубликована газетой «Hrvatski List»:
Одну часть сербов мы уничтожим, другую выселим, остальных переведём в католическую веру и превратим в хорватов. Таким образом скоро затеряются их следы, а то, что останется, будет лишь дурным воспоминанием о них. Для сербов, цыган и евреев у нас найдётся три миллиона пуль
Усташи проводили дифференцированную политику по отношению к народам, объявленным врагами. Разница в отношении к сербам и евреям заключалась в том, что евреев стремились уничтожить полностью, а сербов — треть уничтожить, треть окатоличить, треть изгнать в Сербию. Таким образом, усташи планировали сделать своё государство полностью мононациональным. Итальянский историк Марк Ривели писал, что для усташей еврейский вопрос не был основной «расовой проблемой». По его мнению, уничтожение евреев Павелич предпринимал, «чтобы угодить мощнейшему нацистскому союзнику».
В апреле—мае 1941 года в НГХ начали создаваться первые концлагеря. Они были узаконены 23 ноября того же года под названием «Лагеря интернирования и работ» специальным постановлением Павелича и Артуковича. Лагеря были разбросаны по всем территориям, которые контролировали усташи. Из них только два просуществовали до конца войны — в Ясеноваце и Стара-Градишке. Управление ими возлагалось на «Усташскую службу надзора». Первым управляющим лагерями стал Мийо Бабич, но в июне 1941 года он был убит сербскими партизанами. Его заменил новый усташский функционер Векослав Лубурич, остававшийся на своей должности до конца войны.

### Создание лагеря
Решение о создании концлагеря в Ястребарске было принято из-за большого числа сербских детей, которые были схвачены усташами во время массовых убийств мирного населения, а также операций против партизан и карательных рейдов, начавшихся уже весной 1941 года. Их семьи зачастую были казнены или отправлены на принудительные работы в Германию, а дома уничтожены. Часть детей усташи уничтожали во время своих операций, но те, которые были оставлены в живых, подлежали отправке в лагеря.
Одной из антипартизанских операций, после которой в концлагерях оказалось множество сербских детей, была битва за Козару. В ходе битвы вермахт и усташский режим прибегли впервые на оккупированных югославских землях к системной зачистке территории от сербского населения. За время операции десятки тысяч сербcких мирных жителей подверглись депортации, большей частью, в германские и хорватские концентрационные лагеря в Земуне, Стара-Градишке, Ясеноваце и других местах, меньшей — на поселение в Славонию. При этом людей убивали на марше по пути к местам назначения, они умирали в лагерях от голода, болезней и плохих условий содержания. Кроме того, работоспособных женщин отправляли в рейх, а мужчин — на север оккупированной Норвегии. Дети депортированных и убитых родителей первоначально находились в различных концлагерях. Под давлением общественности и Международного Красного Креста усташские чиновники решили организовать для них специальный лагерь. Очень большую роль в привлечении внимания к находившимся в концлагерях детям сыграла Диана Будисавлевич, супруга загребского врача Юрия Будисавлевича, работавшая в Красном Кресте и обладавшая множеством связей.
По замыслу организаторов лагеря, детей в нём следовало воспитывать в «усташском духе». Усташская пропаганда создание лагеря преподнесла как «спасение детей из партизанского рабства». Кроме сербских детей в лагере были также еврейские дети.
Лагерь под официальным названием «Приют для детей беженцев» был основан в городе Ястребарско, примерно в 37 километрах от столицы НГХ Загреба. Это место было выбрано из-за его близости к Загребу, что облегчало его оборону и снижало риск атаки партизан. Для размещения детей приготовили замок Эрдёди, близлежащий францисканский монастырь, а также бывшие итальянские казармы и конюшни.
В замке до войны располагался детский дом, а после оккупации Югославии и создания НГХ весной и летом 1941 года там был транзитный лагерь для евреев и политических противников режима, где их пытали, а затем отправляли в другие концентрационные лагеря. Подготовка лагеря в Ястребарске к приёму детей была поспешно завершена Хорватским Красным Крестом и местными крестьянами. Главой администрации лагеря была назначена монахиня, сестра Барта Пульхерия, член ордена «Дочери милосердия святого Винсента де Поля», которая также была бывшей невесткой Миле Будака, высокопоставленного усташского чиновника. Персонал концлагеря состоял из членов «усташской молодежи», а также из женщин-сторонниц усташей.
31 июля в Донья-Реке, в 3 километрах от Ястребарска, было создано отделение лагеря под управлением той же администрации, что и в Ястребарске. Он располагался на старом кирпичном заводе, в казармах и конюшнях, ранее использовавшихся итальянской армией. Условия в Доня-Реке были хуже, нежели в Ястребарске. Там не было электричества, водопровода и санузлов. Еда была крайне скудной, заключённые там дети страдали от различных заболеваний.

### Функционирование лагеря и положение детей
В начале июля 1942 года 16 медсестёр Красного Креста отправились из Загреба в концентрационный лагерь в Стара-Градишка, чтобы забрать 650 детей и привезти их в Ястребарско. На пути из Стара-Градишки в Загреб, который занял 24 часа, умерли 17 детей. По прибытии в столицу НГХ скончались ещё 30 детей, а 37 тяжело больных были помещены в местную больницу, где вскоре также умерли. Оставшиеся были доставлены в Ястребарско 12 июля 1942 года.
13—14 июля 1942 года прибыла вторая группа из 770 детей из Стара-Градишки, а третья, состоящая из ещё 850 детей, в конце июля была доставлена из лагерей в Млаке и Ябланаце, которые также относились к комплексу концлагерей Ясеновац. 5 августа ещё 800 детей прибыли из Млаки. Последнюю группу из 150 мальчиков привезли в деревню Горня-Река 14 августа. Привезённые в лагерь дети страдали от истощения, диареи, различных заболеваний. Некоторые были настолько истощены, что умирали при попытке встать на ноги.
Всего за время существования концлагеря в Ястребарске через него прошло, в общей сложности, 3 336 детей в возрасте от одного до четырнадцати лет. Душанка Шмитран, одна из выживших, вспоминала, что в одном из лагерей Ясеноваца её забрали у матери, после чего с другими детьми посадили в вагон, где они ехали в большой тесноте. В Загребе в здании Красного Креста их помыли, подстригли и накормили, что, согласно её воспоминаниям, произошло только однажды за всё время её пребывания в концлагерях. 
Администрация лагеря не сделала приготовлений к прибытию детей, не был выделен транспорт, не были подготовлены жилые помещения и т.д. Привозимых детей распределяли по разным частям лагеря в зависимости от их состояния: наиболее здоровых и крепких в казармы, более слабых и больных — в здание замка, а самых слабых и больных тифом — в монастырь. Детей одевали в чёрную форму усташей.
Согласно воспоминаниям выживших детей, монахини и охранники заставляли их регулярно посещать церковь для молитвы. От них требовали использовать усташские и немецкие нацистские приветствия, а тех детей, кто не мог или не хотел делать этого, охранники избивали или сажали в одиночные камеры. Здания казарм, где размещалась часть детей, были огорожены колючей проволокой. В самих казармах не было постелей, детей вынуждали спать на полу на соломе. Кормили их различными овощами и небольшими порциями макарон и хлеба. Обращение монахинь с детьми было жестоким, они наказывали их поркой розгами из берёзовых веток, которые предварительно смачивались в соленой воде или уксусе.
Видя тяжёлое положение детей в лагере, Красный Крест и некоторые местные жители оказывали им посильную помощь. Во главе волонтёров, кормивших и лечивших детей, была учительница Татьяна Маринич, придерживавшаяся коммунистических взглядов. Барта Пульхерия неоднократно пыталась помешать волонтёрам, но её усилия оказались тщетны. По воспоминаниям Маринич, Пульхерия и её помощницы намеренно создавали невыносимые условия для детей. Пульхерия неоднократно заявляла, что «кормить этих бандитских детей означает беречь тех, кто тебя потом зарежет». По её доносу Татьяна Маринич была схвачена усташами за «отказ воспитывать детей в усташском духе».
Тяжёлая ситуация в лагере привела к тому, что 400 детей болели дизентерией, 300 — корью, 200 — брюшным тифом, 200 — дифтерией, 100 — эпидемическим паротитом. Из-за плохого питания многие дети также страдали от цинги.
23 августа 1942 г. власти НГХ приняли решение, которое должно было определить дальнейшую судьбу находившихся в лагерях детей. Их предлагалось передать:
- родителям, если для этого нет политических препятствий,
- хорватским католическим семьям,
- в государственные и прочие детские дома, если на это были особые причины.

### Спасение детей партизанами
Вскоре после создания лагеря в Ястребарске о нём узнали югославские партизаны. Предположительно, о заключённых там детях им рассказал врач Бранко Давила, который ранее работал в детском доме в Ястребарске. На рассвете 26 августа 1942 года 4-я Кордунская бригада НОАЮ атаковала лагерь, рассеяв усташскую охрану. Несмотря на попытки монахинь спрятать детей, партизаны ворвались в здания и спасли несколько сотен мальчиков и девочек. Некоторые из бойцов даже нашли в лагере своих братьев и сестер. Партизаны накормили детей и увели из лагеря тех, кто мог ходить.
Во время похода через виноградники и кукурузные поля истощенные дети ели столько, сколько могли. Как писал Иван Фумич, больные и наиболее слабые из них были оставлены партизанами в населённых пунктах Жумберака в семьях согласившихся принять их местных крестьян. Это было сделано перед переправой через Купу. Дальнейший путь с партизанами в безопасные районы Боснийской Краины продолжили около 350 детей. Согласно воспоминаниям Михайло Вельича, одного из выживших узников лагеря, вскоре после этого формирования усташей атаковали Жумберак и схватили многих оставленных здесь детей, а некоторые из них были убиты вместе с теми местными крестьянами, у кого они размещались.

### Количество погибших
По данным Ивана Фумича, всего в лагере погибло 449 детей. Из них 153 погибло в июле, 216 — в августе, 67 — в сентябре, 8 — в октябре. Ещё пятеро детей умерли в загребской больнице. По данным Драгое Лукича, жертвами лагеря стали 458 детей. Умерших клали по несколько тел в один ящик из под сахара и хоронили у ограды лагеря. Лукич отмечал, что данные о количестве жертв лагеря могут быть недостоверными, и на самом деле число погибших там детей может быть существенно больше. В подтверждение своей точки зрения он ссылался на задокументированные показания местного могильщика Франьо Иловара, который в Ястребарске хоронил погибших детей и который перечислил, в общей сложности, 768 захоронений. Иловар также заявлял, что похоронил 1018 детей из лагеря. Максимальные оценки числа погибших, опубликованные прессой, называют цифру в 1500 детей.

### Дальнейшие события

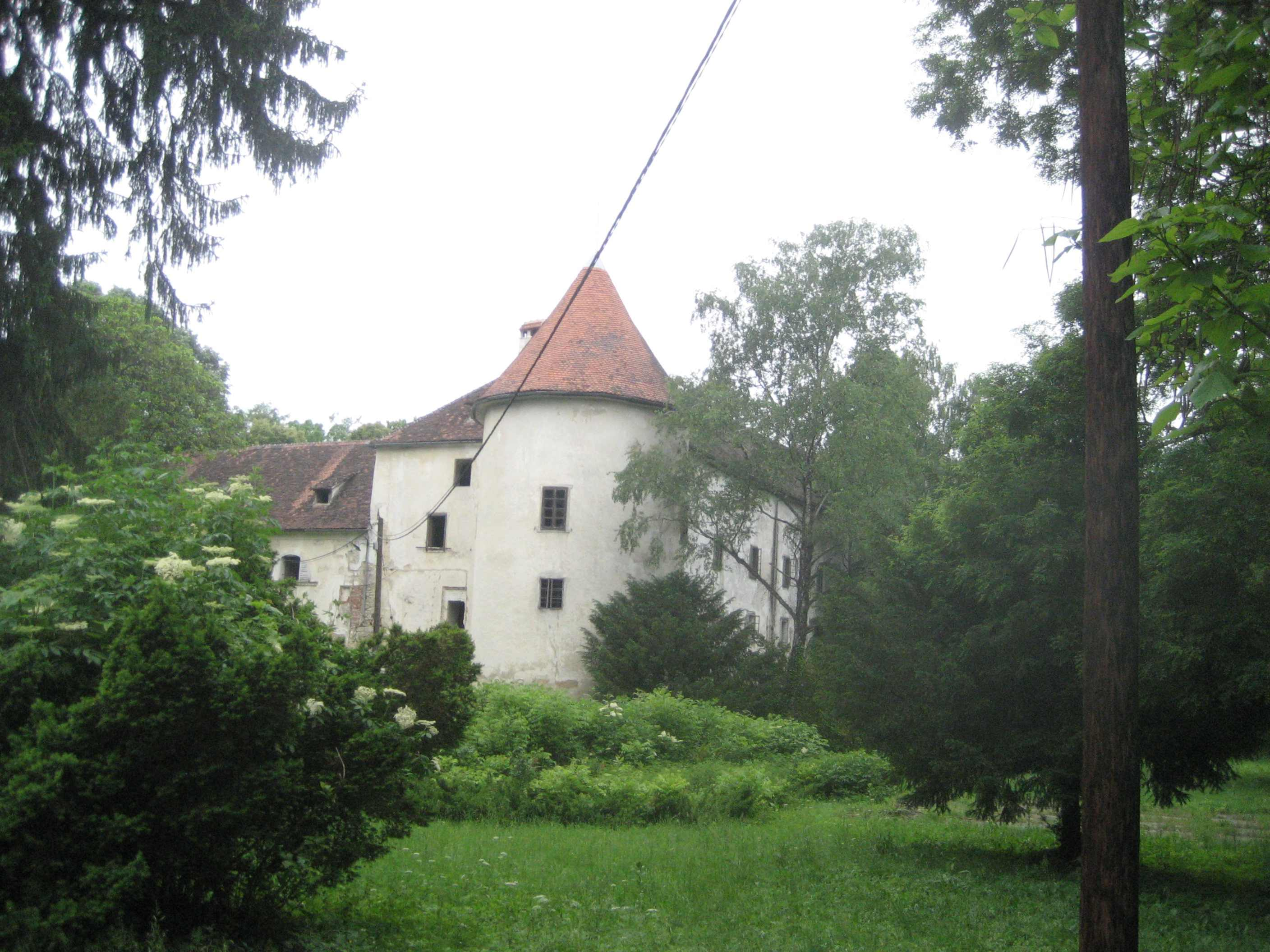
Замок Эрдёди в Ястребарско, в котором осталось около 300 детей, многие из которых находились там до конца войны

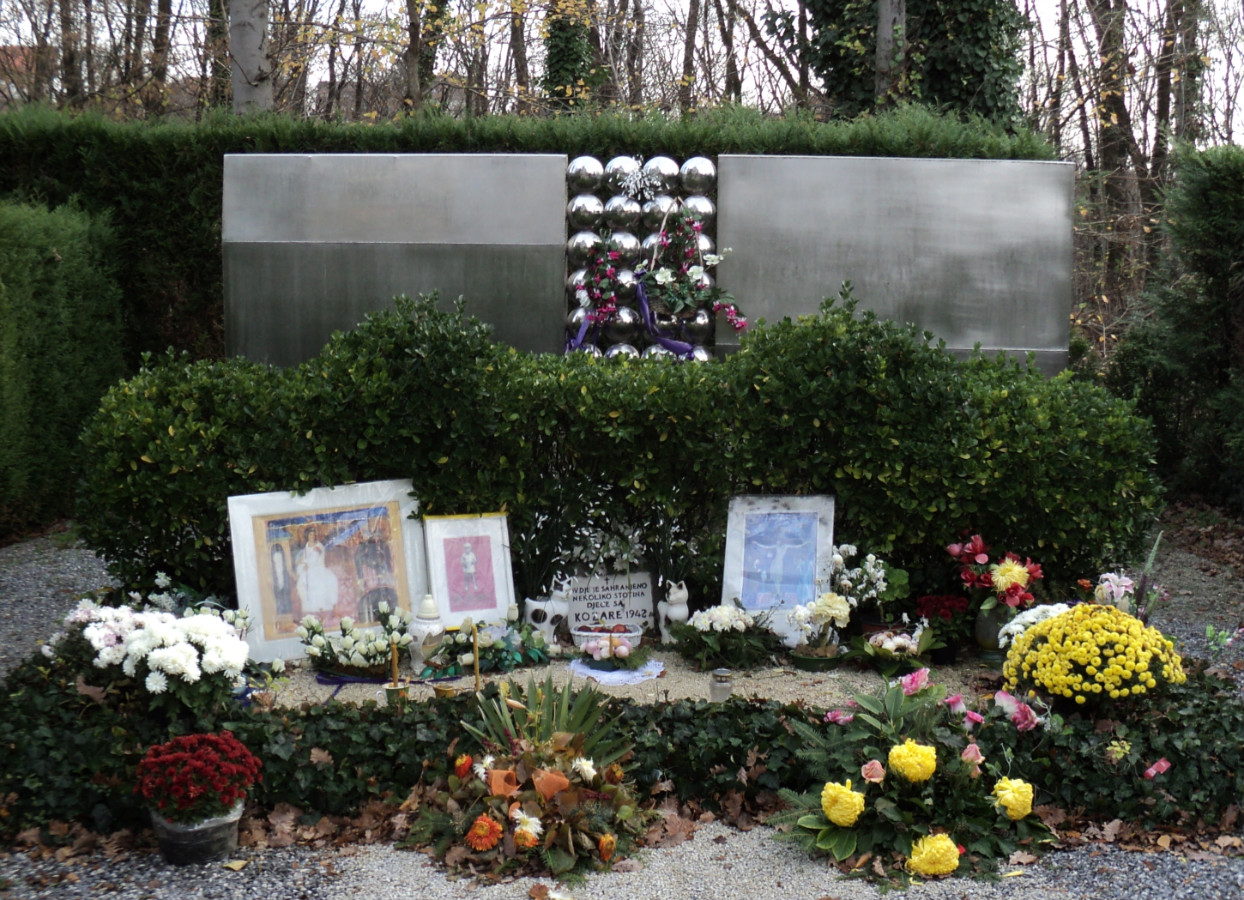
Памятник на кладбище Мирогой, посвященный детям из региона Козара, погибшим в усташских лагерях.

После спасения части детей партизанами усташи приняли решение закрыть лагерь. В конце октября 1942 года 500 детей из лагеря были розданы на воспитание семьям местных жителей при помощи католической организации «Каритас». В Загребе, Ястребарске и близлежащих селах в общей сложности 1637 мальчиков и девочек были приняты местными жителями. Остававшиеся в лагере 113 детей были отправлены в Босанска-Градишку, после чего лагерь был официально закрыт. При этом в замке Эрдёди осталось около 300 больных детей, многие из которых находились там до конца войны.
Осенью 1944 года созданная партизанами Государственная комиссия Хорватии по расследованию преступлений, совершенных оккупантами и их сторонниками, начала расследование деятельности Пульхерии в лагере Ястребарско. Она бежала в Австрию и смогла избежать суда. Югославские власти не настаивали на её выдаче и она скончалась в 1981 году. Как отмечал Иван Фумич, бесчеловечные действия Пульхерии и других монахинь и их роль в гибели многих детей никогда не рассматривались и не осуждались католической церковью.
С конца 1980-х гг. в Хорватии был опубликован ряд ревизионистских работ, оправдывающих поведение католических монахинь в лагере или отрицающих сам факт существования лагеря и именовавших его обычным детским домом. В 1990 г. местное законодательное собрание Ястребарска отменило День общины, отмечаемый ежегодно 26 августа в память о спасении детей партизанами.
26 августа 2010 года в Хорватии на кладбище в Ястребарске впервые состоялась церемония в память о детях-жертвах лагеря. В ней приняли участие  40 человек, в основном, члены Союза антифашистских борцов и Антифашистов Республики Хорватии. Ни журналисты, ни местные жители, ни политики, ни официальные лица не посетили мемориал, за исключением заместителя мэра Александра Станича, который в своём выступлении отметил, что местные жители «не имеют никакого отношения к тому, что произошло в лагерях».

## См.также
- Фашистский государственный террор